# Fechteuropameisterschaften 2002
Die Europameisterschaften im Fechten 2002 fanden vom 3. bis zum 8. Juli in Moskau statt. Es wurden insgesamt zwölf Wettbewerbe ausgetragen, nämlich für Damen und Herren jeweils Einzel- und Mannschaftswettbewerbe in Degen, Florett und Säbel. Da in den Einzelwettbewerben der dritte Platz nicht ausgefochten wurde und stattdessen beide beiden Halbfinalisten sich den dritten Platz teilten, gab es insgesamt zwölf Gold- und Silbermedaillen sowie 18 Bronzemedaillen zu gewinnen. Erfolgreichste Nation war mit insgesamt 12 Medaillen Russland.

## Herren

### Degeneinzel
Am Degeneinzelwettbewerb der Herren nahmen 94 Fechter aus 29 Nationen teil.
| Platz | Sportler       | Land |
| ----- | -------------- | ---- |
| 1     | Gábor Boczkó   | HUN  |
| 2     | Pawel Kolobkow | RUS  |
| 3     | Géza Imre      | HUN  |
| 3     | Iván Kovács    | HUN  |

### Degenmannschaft
Am Mannschaftswettbewerb im Herrendegen nahmen 29 Teams teil.
| Platz | Land       | Sportler                                                                 |
| ----- | ---------- | ------------------------------------------------------------------------ |
| 1     | Frankreich | Éric Boisse Rémy Delhomme Jérôme Jeannet Frédéric Boulière               |
| 2     | Polen      | Adam Wiercioch Marek Petraszek Tomasz Motyka Michał Sobieraj             |
| 3     | Ukraine    | Alexander Gorbachuk Dmytro Karjutschenko Maksym Khvorost Dmytro Tschumak |

### Floretteinzel
Am Floretteinzelwettbewerb der Herren nahmen 60 Fechter aus 18 Nationen teil.
| Platz | Sportler       | Land |
| ----- | -------------- | ---- |
| 1     | Andrea Cassarà | ITA  |
| 2     | Simon Senft    | GER  |
| 3     | Michael Ludwig | AUT  |
| 3     | Sławomir Mocek | POL  |

### Florettmannschaft
Am Mannschaftswettbewerb im Herrenflorett nahmen 14 Teams teil.
| Platz | Land        | Sportler                                                           |
| ----- | ----------- | ------------------------------------------------------------------ |
| 1     | Italien     | Andrea Cassarà Marco Ramacci Simone Vanni Matteo Zennaro           |
| 2     | Frankreich  | Nicolas Beaudan Érik Friess Jérôme Weibel Victor Sintès            |
| 3     | Deutschland | Christian Schlechtweg Richard Breutner Simon Senft Johannes Krüger |

### Säbeleinzel
Am Säbeleinzelwettbewerb der Herren nahmen 42 Fechter aus 12 Nationen teil.
| Platz | Sportler              | Land |
| ----- | --------------------- | ---- |
| 1     | Stanislaw Posdnjakow  | RUS  |
| 2     | Sergei Scharikow      | RUS  |
| 3     | Mihai Covaliu         | ROU  |
| 3     | Wolodymyr Lukaschenko | UKR  |

### Säbelmannschaft
Am Mannschaftswettbewerb im Herrensäbel nahmen 10 Teams teil.
| Platz | Land     | Sportler                                                                |
| ----- | -------- | ----------------------------------------------------------------------- |
| 1     | Russland | Sergei Scharikow Alexei Frossin Alexei Djatschenko Stanislaw Posdnjakow |
| 2     | Italien  | Giacomo Guidi Aldo Montano Giampiero Pastore Luigi Tarantino            |
| 3     | Ungarn   | Tamás Decsi Domonkos Ferjancsik Kende Fodor Zsolt Nemcsik               |

## Damen

### Degeneinzel
Am Degeneinzelwettbewerb der Damen nahmen 78 Fechterinnen aus 29 Nationen teil.
| Platz | Sportler                   | Land |
| ----- | -------------------------- | ---- |
| 1     | Maureen Nisima             | FRA  |
| 2     | Niki-Katerina Sidiropoulou | GRE  |
| 3     | Ljubow Schutowa            | RUS  |
| 3     | Oxana Jermakowa            | RUS  |

### Degenmannschaft
Am Mannschaftswettbewerb im Damendegen nahmen 18 Teams teil.
| Platz | Land     | Sportler                                                          |
| ----- | -------- | ----------------------------------------------------------------- |
| 1     | Ungarn   | Adrienn Hormay Hajnalka Király Ildikó Mincza-Nébald Hajnalka Tóth |
| 2     | Russland | Karina Asnawurjan Tatjana Logunowa Oxana Jermakowa Anna Siwkowa   |
| 3     | Ukraine  | Natalija Konrad Nadeja Kazimirchuk Olga Partala Jewa Wybornowa    |

### Floretteinzel
Am Floretteinzelwettbewerb der Damen nahmen 53 Fechterinnen aus 18 Nationen teil.
| Platz | Sportler             | Land |
| ----- | -------------------- | ---- |
| 1     | Sylwia Gruchała      | POL  |
| 2     | Laura Badea-Cârlescu | ROU  |
| 3     | Swetlana Boiko       | RUS  |
| 3     | Roxana Scarlat       | ROU  |

### Florettmannschaft
Am Mannschaftswettbewerb im Damenflorett nahmen 12 Teams teil.
| Platz | Land     | Sportler                                                                  |
| ----- | -------- | ------------------------------------------------------------------------- |
| 1     | Polen    | Magdalena Mroczkiewicz Sylwia Gruchała Anna Rybicka Małgorzata Wojtkowiak |
| 2     | Ungarn   | Aida Mohamed Edina Knapek Varga Katalin Gabriella Varga                   |
| 3     | Russland | Swetlana Boiko Ekaterina Juševa Julia Khakimova Wiktorija Nikischina      |

### Säbeleinzel
Am Säbeleinzelwettbewerb der Damen nahmen 35 Fechterinnen aus 10 Nationen teil.
| Platz | Sportler           | Land |
| ----- | ------------------ | ---- |
| 1     | Cécile Argiolas    | FRA  |
| 2     | Jelena Netschajewa | RUS  |
| 3     | Orsolya Nagy       | HUN  |
| 3     | Irina Baschenowa   | RUS  |

### Säbelmannschaft
Am Mannschaftswettbewerb im Damensäbel nahmen 9 Teams teil.
| Platz | Land          | Sportler                                                             |
| ----- | ------------- | -------------------------------------------------------------------- |
| 1     | Russland      | Jelena Netschajewa Irina Baschenowa Natalja Makejewa Elizaveta Gorst |
| 2     | Ungarn        | Orsolya Nagy Edina Csaba Gabriella Sznopek Annamaria Nagy            |
| 3     | Aserbaidschan | Janna Syukayeva Anjela Volkova Jelena Schemajewa Elena Amirova       |

## Medaillenspiegel
| Platz  | Land          | Gold | Silber | Bronze | Gesamt |
| ------ | ------------- | ---- | ------ | ------ | ------ |
| 1      | Russland      | 3    | 4      | 5      | 12     |
| 2      | Frankreich    | 3    | 1      | 0      | 4      |
| 3      | Ungarn        | 2    | 2      | 4      | 8      |
| 4      | Polen         | 2    | 1      | 1      | 4      |
| 5      | Italien       | 2    | 1      | 0      | 3      |
| 6      | Rumänien      | 0    | 1      | 2      | 3      |
| 7      | Deutschland   | 0    | 1      | 1      | 2      |
| 8      | Griechenland  | 0    | 1      | 0      | 1      |
| 9      | Ukraine       | 0    | 0      | 3      | 3      |
| 10     | Österreich    | 0    | 0      | 1      | 1      |
| 10     | Aserbaidschan | 0    | 0      | 1      | 1      |
| Gesamt | Gesamt        | 12   | 12     | 18     | 42     |